# عدنان حمد
عدنان حمد المجيد السامرائي (1 فبراير 1961-)، مدرب كرة قدم عراقي ولاعب سابق وأحد أبرز مدربي الجيل الجديد في الكرة العراقية الحديثة. ويدرب حاليا نادي العروبة السعودي. ولد في مدينة سامراء، محافظة صلاح الدين شمال العاصمة بغداد.  حصد المركز الرابع مع المنتخب العراقي في أولمبياد أثينا عام 2004. حصل على افضل مدرب في آسيا. واختير من افضل المدربين في العالم عام 2004

## مسيرته الرياضية
حصل على البكالوريوس في التربية الرياضية من جامعة بغداد. لعب لفريق ناشئة سامراء ثم انتقل لفريق صلاح الدين موسماً واحداً ثم لعب للزوراء عام 1982، وتم استدعائه من قبل المدرب اليوغسلافي أبا لتمثيل منتخب شباب العراق. 
اُستدعيَ للمنتخب الوطني أول مرة للمشاركة في بطولة كأس الخليج 1984 السابعة في مسقط ولكن فرصته غير سانحة ذلك الوقت لوجود عمالقة جيل الثمانينات فلعب مباريات قليلة لمنتخب العراق، وشارك في بطولة كأس العرب 1985 والدورة الرياضية العربية السادسة في المغرب 1985 وتصفيات دورة لوس أنجلوس الأولمبية 1984 ألعاب أولمبية صيفية 1984.
كان يلعب في خط الهجوم ولعب مع أعرق الفرق العراقية كالطيران (القوة الجوية) والطلبة، قبل أن يعود للزوراء، وختم حياته الرياضية كلاعب ومدرب مع فريقه الأم«سامراء» في الموسم 1992/ 1993 وسجّل في ذلك الموسم (33) هدفا.
دخل أول دورة تدريبية سنة 1993 في بغداد والثانية عام 1995 ثم توالت الدورات التدريبية والمعايشات مع الأندية الأوربية إذ شارك في دورة في ماليزيا وأخرى في هولندا ومعايشة مع الأندية الإيطالية.
وقاد نادي الزوراء في الموسم 1995 / 1996، وأول مهمة تدريبية وطنية له كانت عام 1997 مع منتخب الناشئين، ثم أعلن في شباط فبراير عام 2000 عن تسميته مدربا للمنتخب الوطني المشارك في بطولة غربي آسيا الأولى في عمان وحصل فيها على المركز الثالث بعد الفوز على الأردن 4-1.
ثم قاد منتخب الشباب في كأس آسيا للشباب في إيران عام 2000 وفاز بالبطولة ليشارك في نهائيات كأس العالم للشباب تحت 20 سنة في الأرجنتين.
ولعب تصفيات كأس العالم 2002 وفي المرحلة الثانية أُقيل من منصبه بعد ثلاث مباريات بسبب سوء النتائج فكان الإخفاق في التأهل.
عاد إلى تدريب منتخب العراق وشارك ببطولة غربي آسيا الثانية في دمشق وفاز ببطولتها. كما قاد منتخب العراق الأولمبي في بطولة أبها بالسعودية عام 2003 في خمس مباريات وفاز باللقب بعد هزيمة المنتخب السنغالي 1- صفر.
قاد المنتخب العراقي في كأس آسيا 2004 بالصين وخرج من دور ربع النهائي
وأشرف أيضا على المنتخب الأولمبي في تصفيات ونهائيات أولمبياد أثينا عام 2004 وحصل على المركز الرابع في حينها، وهو إنجاز غير مسبوق للكرة العراقية.
عام 2005 شارك مع المنتخب الوطني في خليجي (17) بالدوحة، قبل أن تتم إقالته من منصبه بسبب خروج المنتخب من الجولة الأولى.
التحق حمد بتدريب المنتخب اللبناني، لكنه لم يستمر سوى خمسة أيام فقط لعدم التزام الجانب اللبناني بتوقيع العقد معه ليعود إلى بغداد.
درّب نادي الأنصار اللبناني في الموسم 2005/ 2006 وقاده للعديد من الألقاب، ثم نادي الفيصلي ( الأردن) الأردني في الموسم 2006/ 2007 وموسم 2007/2008 وقاده إلى المباراة النهائية في بطولتي كأس الاتحاد الآسيوي ودوري أبطال العرب.
عام 2008 تم التعاقد معه لتدريب المنتخب العراقي في تصفيات كأس العالم في جنوب أفريقيا وقاده في 5 مباريات وكانت نتائجه كالتالي:
خسر أمام قطر 0-2
خسر أمام أستراليا 0-1
فاز على الصين 2-1
فاز على أستراليا 1-0
وخسر أمام قطر 0-1 وكان يحتاج فيها إلى التعادل للتأهل، فأقيل من منصبه. وتم منعه مدى الحياة من تدريب أي منتخب وطني عراقي بعد شبهات بالتآمر على خسارة العراق لمصلحة قطر.
وخلال السنوات العشر التي عمل فيها عدنان حمد مدربا للمنتخبات العراقية يكون حمد قد قاد العراق في 14 مناسبة كروية ويمتلك 81 مباراة أشرف فيها على المنتخبات العراقية وتمكن اللاعبون العراقيون من تسجيل 167 هدفا عراقيا تحت قيادته ودخلت الشباك العراقية 102 هدفا.
وفاز العراق بإشراف المدرب عدنان حمد في 43 مباراة وخسر 28 مباراة وتعادل في 10 مباريات وكانت أعلى نتيجة حصل عيها العراق تحت إشراف عدنان حمد هي الفوز على النيبال 9- 1 في تصفيات كأس العالم عام 2002 في ملعب الشعب الدولي ببغداد، أما أقسى خسارة تعرض لها العراق تحت إشراف حمد فكانت أمام منتخب شباب البرازيل 1- 6 في نهائيات كأس العالم للشباب تحت 20 سنة في الأرجنتين عام 2001.
وأبرز إنجازات حمد الشخصية حصوله على لقب أفضل مدرب في قارة آسيا عام 2005.
عدنان حمد يحقق الآن نتائجا لافتة مع منتخب الأردن وقد قاده للوصول إلى الدور الربع نهائي في أمم آسيا 2011 وأيضا الوصول إلى الدور الثالث من تصفيات كاس العالم 2014 حيث افتتح مشواره بالتصفيات بالفوز على منتخب العراق 2-0 كما حقق أيضا الفوز للمنتخب الأردني أمام نظيره المنتخب الصيني 2-1 في ستاد عمان الدولي.
و يعتبر العراقي عدنان حمد من أبرز المدربين العرب إلى الآن.

## أعماله الأدبية
- ملاعب محتلة: في 21 أيار سنة 2022، أعلنَ عدنان حمد عن إشهار وتوقيع كتابه (ملاعب محتلة)، وقال “في ذكرى الأحتلال انهيت بعون من الله كتابي (ملاعب محتلة) قصة كفاح شباب العراق في ظل إجرام المحتليين وتحقيق انجاز تاريخي في أولمبياد آثينا متسلحين بحب العراق والدفاع عنه بكل الأسلحة ومنها سلاح الرياضة وكرة القدم الإنجاز الذي رسخ الايمان بحتمية الانتصار وعجل بحرق أوراق المحتل”، حرّرَ الكتابَ الدكتورُ هادي عبد الله.[10][11]

## الإحصاءات التدريبية
آخر تحديث 13 مايو 2017.
| الفريق                  | الجنسية                  | من          | إلى         | السجل | السجل | السجل | السجل | السجل  |
| الفريق                  | الجنسية                  | من          | إلى         | م     | ف     | ت     | خ     | فوز %  |
| ----------------------- | ------------------------ | ----------- | ----------- | ----- | ----- | ----- | ----- | ------ |
| منتخب العراق            | العراق                   | يناير 2000  | سبتمبر 2000 | 7     | 3     | 1     | 3     | 042٫86 |
| منتخب العراق تحت 20 سنة | العراق                   | نوفمبر 2000 | يونيو 2001  | 9     | 4     | 3     | 2     | 044٫44 |
| منتخب العراق            | العراق                   | يناير 2001  | سبتمبر 2001 | 13    | 5     | 3     | 5     | 038٫46 |
| منتخب العراق            | العراق                   | يناير 2002  | سبتمبر 2002 | 8     | 8     | 0     | 0     | 100٫00 |
| نادي الزوراء            | العراق                   | أكتوبر 2002 | مارس 2003   | 29    | 18    | 9     | 2     | 062٫07 |
| منتخب العراق تحت 23 سنة | العراق                   | سبتمبر 2003 | ابريل 2004  | 16    | 8     | 1     | 7     | 050٫00 |
| منتخب العراق            | العراق                   | ابريل 2004  | يناير 2005  | 18    | 7     | 2     | 9     | 038٫89 |
| نادي الأنصار            | السعودية                 | 2005        | 2006        | 23    | 1     | 6     | 16    | 004٫35 |
| نادي الفيصلي            | الأردن                   | 2006        | 2008        | 100   | 53    | 30    | 17    | 053٫00 |
| منتخب العراق            | العراق                   | مارس 2008   | يونيو 2008  | 8     | 2     | 1     | 5     | 025٫00 |
| منتخب الأردن            | الأردن                   | يناير 2009  | يونيو 2013  | 68    | 28    | 19    | 21    | 041٫18 |
| نادي بني ياس            | الإمارات العربية المتحدة | يناير 2014  | مايو 2014   | 10    | 2     | 1     | 7     | 020٫00 |
| منتخب البحرين           | البحرين                  | أغسطس 2014  | نوفمبر 2014 | 6     | 2     | 3     | 1     | 033٫33 |
| نادي الوحدات            | الأردن                   | يونيو 2016  | مايو 2017   | 39    | 18    | 15    | 6     | 046٫15 |
| المجموع                 | المجموع                  | المجموع     | المجموع     | 354   | 159   | 94    | 101   | 044٫92 |

## روابط خارجية
- عدنان حمد على موقع قاعدة بيانات كرة القدم.إي يو (الإنجليزية)
- عدنان حمد على موقع عالم كرة القدم.نت (الإنجليزية)
- عدنان حمد على موقع أوليمبيديا (الإنجليزية)